# Smithfield (Contea di Bradford, Pennsylvania)
Smithfield  è una township degli Stati Uniti d'America, nella contea di Bradford nello Stato della Pennsylvania. Secondo il censimento del 2000 la popolazione è di 1.538 abitanti.

## Società

### Evoluzione demografica
La composizione etnica vede una maggioranza di quella bianca (98,83%), seguita dagli afroamericani (0,91%) dati del 2000.
| township di Smithfield Popolazione |       |
| 2000                               | 1.538 |
| Stima al 2009                      | 1.504 |